# Vladimír Matějček
Vladimír Matějček (7. března 1947, Vyškov) je český herec a básník, překladatel, scenárista a režisér.

## Život
Dětství a mládí prožil s rodiči a se svými třemi sourozenci v Náchodě. Otec (Vladimír Matějček st.) byl středoškolský profesor, překladatel a jazykovědec. V domě, kde žili, vznikl s podporou rodičů dětský divadelní spolek Bílá labuť. 
Vladimír Matějček byl členem náchodského Divadelního studia mladých, které založil a vedl M. Houštěk. Vystudoval náchodské gymnázium (1965) a herectví na Divadelní fakultě AMU v Praze u profesorů Karla Palouše, Vlasty Fabiánové a Leo Spáčila (1965–1969). V roce 1966 hostoval v Národním divadle (Thornton Wilder: Jen o chlup). V roce 1966 hostoval v Divadle S. K. Neumanna v Libni (Edmond Rostand: Cyrano z Bergeracu, De Valvert). Absolvoval v Disku v roce 1969 rolí Franciho v Periférii Františka Langera v režii Jana Kačera.
Byl hercem Divadla za branou (1968–1972, 1990–1993), Divadla O. Stibora v Olomouci (1969–1970), Lyry Pragensis (1972–1988) a hostem činohry Národního divadla (1998–2001).
Je autorem básnické prózy O svatém Mikuláši, koncertně uvedené na mnoha místech v Česku.
Přeložil básnické dílo anglického spisovatele A. A. Milna ve dvou sbírkách: Když jsme byli velmi mladí a Teď je nám šest.
V roce 2020 vydal sbírku Domů, v roce 2023 V zeleném keři. Společným jmenovatelem jeho veršů jsou oblíbená témata, mezi nimiž vynikají divadlo, hudba, příroda, ale především Praha a láska ve všech podobách, jak ji v nejčistší podobě lze najít v lidové slovesnosti, kterou se mnohé básně sbírky inspirovaly.
Za dlouholetou soustavnou činnost v oblasti uměleckého přednesu byl oceněn roku 1987 v Poděbradech medailí S. K. Neumanna.